# Muharrak SC
Muharrak Sports Club, zkráceně Muharrak SC, je bahrajnský sportovní klub z města Muharrak založený roku 1928. Nejpopulárnějším sportem je fotbal, ale provozuje i další sporty jako futsal, basketbal, bowling a volejbal. Tým má červené dresy.

## Úspěchy (fotbal)
- Bahrajnská liga: 35
  - 1956–57, 1957–58, 1959–60, 1960–61, 1961–62, 1962–63, 1963–64, 1964–65, 1965–66, 1966–67, 1969–70, 1970–71, 1972–73, 1973–74, 1975–76, 1979–80, 1982–83, 1983–84, 1985–86, 1987–88, 1990–91, 1991–92, 1994–95, 1998–99, 2000–01, 2002, 2003–04, 2005–06, 2006–07, 2007–08, 2008–09, 2010–11, 2014–15, 2017–18, 2024–25

- Bahrajnský královský pohár: 33
  - 1952, 1953, 1954, 1958, 1959, 1961, 1962, 1963, 1964, 1966, 1967, 1972, 1974, 1975, 1978, 1979, 1983, 1984, 1989, 1990, 1993, 1995, 1996, 1997, 2002, 2005, 2008, 2009, 2011, 2012, 2013, 2015–16, 2019–20

- GCC Champions League: 1
  - 2012

- Pohár AFC: 2
  - 2008, 2021